# Myzia subvittata
Myzia subvittata – gatunek chrząszcza z rodziny biedronkowatych.

## Taksonomia
Gatunek ten opisany został po raz pierwszy w 1850 roku przez Étienne’a Mulsanta pod nazwą Mysia subvittata. W 1873 roku George Robert Crotch przeniósł go do rodzaju Anatis. Później klasyfikowany był w rodzaju Neomysia, czasem jako podgatunek. Obecnie używaną kombinację podał jako pierwszy Joe Belicek w 1976 roku.

## Morfologia
Chrząszcz o silnie wysklepionym, w zarysie owalnym z tylną ⅓ ku szczytowi trójkątnawo zwężoną ciele długości od 5,7 do 8 mm i szerokości od 4,5 do 6 mm. Tło głowy, przedplecza i pokryw ubarwione jest kremowożółto, pomarańczowo lub żółtawobrązowo. Głowa ma co najmniej ciemię zaciemnione. Środkowa część przedplecza jest głównie ciemnobrązowa lub czarna, z tłem co najwyżej gdzieniegdzie widocznym, natomiast części boczne są szeroko białe do żółtawych. Na pokrywach występują dwie przynasadowe plamki białe oraz liczne ciemnobrązowe do czarnych smugi, które mogą się zlewać lub redukować, czasem bardzo silnie. Boczne brzegi pokryw są przed środkiem lekko rozpłaszczone, a dalej zwężone ku ostrym wierzchołkom. Przedpiersie ma silne listewki boczne na wyrostku międzybiodrowym. Odnóża środkowej i tylnej pary mają po dwie ostrogi na goleni. Pazurki stóp mają wcięcia. Genitalia samca są symetrycznie zbudowane.

## Ekologia i występowanie
Owady dorosłe są aktywne głównie od maja do września.
Gatunek nearktyczny. W Kanadzie znany jest z południowej części Kolumbii Brytyjskiej. W Stanach Zjednoczonych zamieszkuje Waszyngton, Oregon, Idaho, zachodnią Montanę, Nevadę i Kalifornię. Poza tym znany jest z północnego Meksyku.